# کوموری
کوموری کورپوریشن (株式会社小森コーポレーション Kabushiki-kaisha Komori kōporēshon) یکی از بزرگ‌ترین تولیدکنندگان ماشین چاپ فشاری در جهان است. کوموری در ژاپن مستقر است و در اکتبر 1923 تأسیس شد.